# José Alvarez-Brill/Diskografie
Diese Diskografie ist eine Übersicht über die musikalischen Werke des deutschen Musikers, Komponisten und Musikproduzenten José Alvarez-Brill. Seine erfolgreichste Veröffentlichung ist die Produktion Die Flut von Joachim Witt und Peter Heppner mit über 900.000 verkauften Einheiten.

## Alben

### Remixalben
| Jahr | Titel Musiklabel                                           | Anmerkungen                             |
| ---- | ---------------------------------------------------------- | --------------------------------------- |
| 2005 | Alvarez Presents Zeitmaschine Remixed Island Records (UMG) | Erstveröffentlichung: 31. Dezember 2005 |

## Singles
| Jahr | Titel Album         | Anmerkungen                                          |
| ---- | ------------------- | ---------------------------------------------------- |
| 2010 | Dieser Augenblick – | Erstveröffentlichung: 10. September 2010 vs. Heppner |

## Musikvideos
| Jahr | Titel       | Regisseur(e)        |
| ---- | ----------- | ------------------- |
| 2005 | Vielleicht? | Hans Hammers Jr. II |

## Autorenbeteiligungen und Produktionen
José Alvarez-Brill als Autor (A) und Produzent (P) in den Charts

| Jahr | Titel Interpretation                        | Höchstplatzierung, Gesamtwochen, AuszeichnungChartplatzierungen (Jahr, Titel, Interpretation, Platzierungen, Wochen, Auszeichnungen, Anmerkungen) | Höchstplatzierung, Gesamtwochen, AuszeichnungChartplatzierungen (Jahr, Titel, Interpretation, Platzierungen, Wochen, Auszeichnungen, Anmerkungen) | Höchstplatzierung, Gesamtwochen, AuszeichnungChartplatzierungen (Jahr, Titel, Interpretation, Platzierungen, Wochen, Auszeichnungen, Anmerkungen) | Anmerkungen                                               |
| Jahr | Titel Interpretation                        | DE | AT | CH | Anmerkungen                                               |
| ---- | ------------------------------------------- | --- | --- | --- | --------------------------------------------------------- |
| 1998 | Die Flut P Witt / Heppner                   | DE2 Platin · (37 Wo.)DE | AT12 (7 Wo.)AT | CH24 (10 Wo.)CH | Erstveröffentlichung: 23. Januar 1998 Verkäufe: + 900.000 |
| 1998 | Once in a Lifetime P Wolfsheim              | DE23 (16 Wo.)DE | — | — | Erstveröffentlichung: 16. Oktober 1998                    |
| 1998 | It’s Hurting for the First Time P Wolfsheim | DE66 (6 Wo.)DE | — | — | Erstveröffentlichung: 30. November 1998                   |
| 1999 | Künstliche Welten P Wolfsheim               | DE66 (7 Wo.)DE | — | — | Erstveröffentlichung: 26. März 1999                       |
| 2004 | Eversleeping P Xandria                      | DE86 (2 Wo.)DE | — | — | Erstveröffentlichung: 11. Oktober 2004                    |
| 2008 | Alleinesein A, P Peter Heppner              | DE16 (9 Wo.)DE | — | — | Erstveröffentlichung: 5. September 2008                   |
| 2012 | Stark P Unheilig                            | DE23 (5 Wo.)DE | AT49 (1 Wo.)AT | — | Erstveröffentlichung: 16. November 2012                   |

## Sonderveröffentlichungen
| Jahr | Titel Album                                  | Anmerkungen                                                                                  |
| ---- | -------------------------------------------- | -------------------------------------------------------------------------------------------- |
| 1991 | Avatar “Coatlicue” Goddess of the Earth      | Erstveröffentlichung: 1991 Alquimia feat. Jose Alvarez                                       |
| 1991 | Inquisición “Coatlicue” Goddess of the Earth | Erstveröffentlichung: 1991 Alquimia feat. Jose Alvarez                                       |
| 1992 | Following You No Happy View                  | Erstveröffentlichung: 15. Mai 1992 Wolfsheim feat. Jose Alvarez                              |
| 1998 | New Drug Monosex                             | Erstveröffentlichung: 14. April 1998 De/Vision feat. Jose Alvarez-Brill                      |
| 1998 | Strange Affection Monosex                    | Erstveröffentlichung: 14. April 1998 De/Vision feat. Strings of Belgium & Jose Alvarez-Brill |
| 1998 | We Might Be One for a Day Monosex            | Erstveröffentlichung: 14. April 1998 De/Vision feat. Jose Alvarez-Brill                      |
| 1999 | Blind Spectators                             | Erstveröffentlichung: 29. Januar 1999 Wolfsheim feat. José Alvarez-Brill                     |

| Jahr | Titel Interpretation                                              | Anmerkungen                                       |
| ---- | ----------------------------------------------------------------- | ------------------------------------------------- |
| 1992 | Anybody’s Window (Remix 909 Nr. 2) Wolfsheim                      | Erstveröffentlichung: 9. Oktober 1992             |
| 1993 | Lovesong (Guarana-Mix) Blessing in Disguise                       | Erstveröffentlichung: 1993                        |
| 1995 | Now I Fall (Jose Alvarez-Brill Remix) Wolfsheim                   | Erstveröffentlichung: 20. November 1995           |
| 1996 | Scars (JAB-Dub) De/Vision                                         | Erstveröffentlichung: 18. Oktober 1996            |
| 1997 | Another World (Extended Remix) Beborn Beton                       | Erstveröffentlichung: 29. September 1997          |
| 1998 | We Fly … Tonight (Nightflight Mix) De/Vision                      | Erstveröffentlichung: 16. März 1998               |
| 1998 | Hear Me Calling (Radio Edit) De/Vision                            | Erstveröffentlichung: 12. Oktober 1998            |
| 1998 | Hear Me Calling (No Sonar-Mix) De/Vision                          | Erstveröffentlichung: 12. Oktober 1998 mit DJ Hub |
| 1999 | Künstliche Welten (Club-Edit) Wolfsheim                           | Erstveröffentlichung: 26. März 1999               |
| 1999 | Blue Moon ’99 (Radio Edit) De/Vision                              | Erstveröffentlichung: August 1999                 |
| 2001 | Turku (The Slow Motion Remix) H. Kiviluoto vs. H.-P. Schütt       | Erstveröffentlichung: 3. April 2001               |
| 2001 | Forever Young 2001 (Factory Mix) Alphaville                       | Erstveröffentlichung: 27. August 2001             |
| 2001 | A Victory of Love (Jab Mix) Alphaville                            | Erstveröffentlichung: 2. November 2001            |
| 2001 | WakeMeUp! (JAB-Remix) Neuroticfish                                | Erstveröffentlichung: 4. Dezember 2001            |
| 2002 | Bleed Me White (Come Of Age Mix) De/Vision                        | Erstveröffentlichung: 30. Juni 2002               |
| 2002 | Dress Me When I Bleed (Undressed Mix) De/Vision                   | Erstveröffentlichung: 30. Juni 2002               |
| 2002 | Endlose Träume (Insomnia Mix) De/Vision                           | Erstveröffentlichung: 30. Juni 2002               |
| 2002 | Free from Cares (Swarf Mix) De/Vision                             | Erstveröffentlichung: 30. Juni 2002               |
| 2002 | Get over the Wall (The Brick Mix) De/Vision                       | Erstveröffentlichung: 30. Juni 2002               |
| 2002 | I Regret (Sonnet JAB Mix) De/Vision                               | Erstveröffentlichung: 30. Juni 2002               |
| 2002 | Moments We Shared (Nocomment Mix) De/Vision                       | Erstveröffentlichung: 30. Juni 2002               |
| 2002 | Take Me to the Time (Time Warp Mix) De/Vision                     | Erstveröffentlichung: 30. Juni 2002               |
| 2002 | Try to Forget (Never 4get 2Mix) De/Vision                         | Erstveröffentlichung: 30. Juni 2002               |
| 2002 | Your Hands on My Skin (Sonnet Shuffle Mix) De/Vision              | Erstveröffentlichung: 30. Juni 2002               |
| 2002 | Pretty Girls (JAB Mix) Pleasures Remain                           | Erstveröffentlichung: 2. November 2002            |
| 2004 | Schuldgefühle D.-Pressiv                                          | Erstveröffentlichung: 2004                        |
| 2004 | Liebe ist alles (Zeitmaschine Mix) Rosenstolz                     | Erstveröffentlichung: 22. November 2004           |
| 2005 | Stärker (Radio Edit) D’Clou feat. Nocomment                       | Erstveröffentlichung: 2005                        |
| 2006 | I Don’t Remember (JAB Remix) Northern Lite                        | Erstveröffentlichung: 2006                        |
| 2006 | Ich bin ich (wir sind wir) (Newtools Mix) Rosenstolz              | Erstveröffentlichung: 10. Februar 2006            |
| 2006 | Circles of Love (Alvarez Album Edit) X-Perience                   | Erstveröffentlichung: 10. November 2006           |
| 2007 | Overkill (Is It Over Now?) (Alvarez/Jab Mix) Kosheen              | Erstveröffentlichung: 16. März 2007               |
| 2008 | Gib mir Sonne (Alvarez Remix) Rosenstolz                          | Erstveröffentlichung: 29. August 2008             |
| 2009 | Lass mich gehn (José Alvarez-Brill) Sascha Korn                   | Erstveröffentlichung: 20. November 2009           |
| 2011 | Great New Life (Acoustic Version by José Alvarez-Brill) Roterfeld | Erstveröffentlichung: 14. Oktober 2011            |

| Jahr | Titel Soundtrack zu                   | Anmerkungen                                          |
| ---- | ------------------------------------- | ---------------------------------------------------- |
| 2010 | Dieser Augenblick Damals nach der DDR | Erstveröffentlichung: 10. September 2010 mit Heppner |

## Promoveröffentlichungen

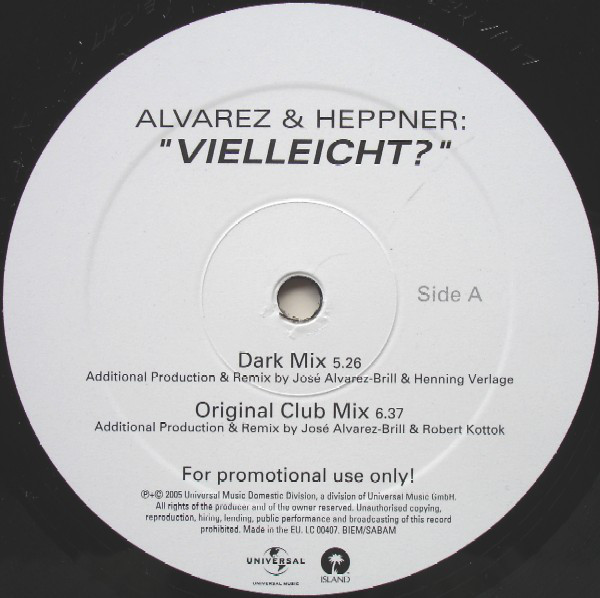
Vinylschallplatte zu Vielleicht?

| Jahr | Titel Album                                       | Anmerkungen                                       |
| ---- | ------------------------------------------------- | ------------------------------------------------- |
| 2005 | Vielleicht? Alvarez Presents Zeitmaschine Remixed | Erstveröffentlichung: 3. Oktober 2005 mit Heppner |

## Auszeichnungen für Musikverkäufe
Anmerkung: Auszeichnungen in Ländern aus den Charttabellen bzw. Chartboxen sind in ebendiesen zu finden.
| Land/RegionAuszeichnungen für Musikverkäufe (Land/Region, Auszeichnungen, Verkäufe, Quellen) | Gold | Platin  | Verkäufe | Quellen           |
| -------------------------------------------------------------------------------------------- | ---- | ------- | -------- | ----------------- |
| Deutschland (BVMI)                                                                           | —    | Platin1 | 500.000  | musikindustrie.de |
| Insgesamt                                                                                    | —    | Platin1 |          |                   |